# Amen (groupe)
Pour les articles homonymes, voir Amen (homonymie).
Amen est un groupe de punk hardcore américain, originaire de Los Angeles, en Californie.

## Biographie

### Débuts et Virgin Records (1994–2003)
Tout commence dans le sous-sol de la maison de Casey Chaos jouant de plusieurs instruments. Puis il rencontre Paul Figueroa par la scène musicale de Los Angeles. Les deux hommes créent le duo Amen. Le duo devient un trio par l'arrivée de Shannon Larkin, un quatuor à l'arrivée de Sonny Mayo puis le groupe sera au complet lors de l'arrivée du cinquième homme John Fahnestock. Le groupe s'engage avec Roadrunner Records. Le premier album sort, produit par Ross Robinson. La tournée européenne du groupe en décembre 1994 n'aura finalement pas lieu. Après cet incident Roadrunner Records et Amen se séparent.
En 2000, Amen signe au label major Virgin Records, mais sa popularité est en baisse. Le groupe sort ensuite We Have Come for Your Parents. Daron Malakian un ami de Chaos vient donner un coup de main au groupe. En 2002, We Have Come for your Parents est listé deuxième album de l'année au magazine Rocksound, et quatrième album de l'année par Kerrang. Le groupe passe la fin de l'année 2001 à enregistrer un quatrième album, avec le producteur Ross Robinson. Cependant, des conflits avec Virgin Records mènent à l'annulation de cette sortie. Malgré la plainte des fans, il restera non publié. Casey Chaos expliquera que le groupe a été laissé endetté, et presque séparé à cause de ces événements,,.

### Gun of a Preacher Man(2003–2007)
Le groupe se produit en Australie et signe chez EatUrMusic et sort Death Before Musick en 2004. Cette même année, Casey Chaos forme, avec des musiciens norvégiens, Scum. Ils sortent un album l'année suivante.
En 2005, Casey Chaos publie Pisstory: A Catalogue of Accidents, a Lifetime of Mistakes' à travers son label, Refuse Music.
En 2007, Amen participe au 14e épisode de la saison 2 de The Henry Rollins Show dans lequel ils jouent le single Coma America (rebaptisé Coma Amerikkka) devant le drapeau irakien. Ils tourneront plus tard au Royaume-Uni. Casey Chaos est listé 53e du All-Time Top 100 Underground Stars au magazine Hit Parader. La même année, le groupe se met en pause.

### Retour, cinquième album et décès de Casey Chaos (depuis 2014)
Inactif depuis quelques années, Amen annonce son retour le 26 février 2014, pour un concert britannique au Alt-Fest le 16 août 2014. The Alt-Fest Festival est annulé, mais le groupe se réunit en octobre 2014 au Knotfest accompagné du batteur de Stone Sour, Roy Mayorga. Casey Chaos est décédé le 21 décembre 2024, à l'âge de 59 ans. Malgré la mort tragique de son leader, le groupe confirme la sortie posthume du cinquième album .

## Membres

### Membres actuels
- Casey Chaos − chant (1994–2009, 2014-2024)
- John Fahnestock – basse (1999–2003, 2007–2009, depuis 2014)
- Duke Decter – guitare (2004–2009, depuis 2014)
- John King – guitare (2005–2009, depuis 2014)

### Anciens membres
- Greg Barrybauer – guitare (1995)
- Shannon Larkin – batterie (1998–2002, 2004)
- Sonny Mayo – guitare (1998–2002)
- Paul Fig – guitare (1999–2001)
- Rich Jones – guitare (2001–2004)
- Piggy D. – guitare, basse (2003–2004)
- Joe Letz – batterie (2005)
- Acey Slade – guitare (2004)
- Scott Sorry – basse (2003–2004)
- Blake Plonsky – batterie (2003)
- Luke Johnson – batterie (2003–2005)
- Zach Hill – batterie (2003)
- Jinxx – guitare (2005)
- Chris Alaniz – batterie (2007)
- Nate Manor – basse (2005)

### Membre live
- Roy Mayorga – batterie (depuis 2014)

### Membre de session
- Dave Lombardo – batterie (2014)

## Discographie
- 1995 : Slave
- 1999 : Amen
- 2000 : We've Come for Your Parents
- 2003 : Join, or Die
- 2004 : Death before Musick (compilation)
- 2005 : Pisstory - A Catalogue of Accidents, a Lifetime of Mistakes (compilation)